# Isla Kampa
La isla Kampa (en checo: ostrov Kampa) también Na Kampě es una isla en el río Moldava, en el centro de Praga, República Checa en el sitio conocido como Malá Strana. El Puente de Carlos esta en su extremo norte y se conecta a la isla por la calle Na Kampě. Está separada de Malá Strana por un estrecho canal artificial al oeste llamado «Corriente del Diablo» (Čertovka), un canal cavado para molinos de agua (que ya no existen). Se supone que es el nombre de una mujer de "lengua afilada" que vivía en una casa local llamada Casa de los Siete Diablos.
El área fue nombrada en el siglo XVII como el campus ("campo") por los soldados españoles que aquí tenían tiendas de campaña durante la Batalla de la Montaña Blanca.

## Galería de imágenes

Praga - Isla Kampa
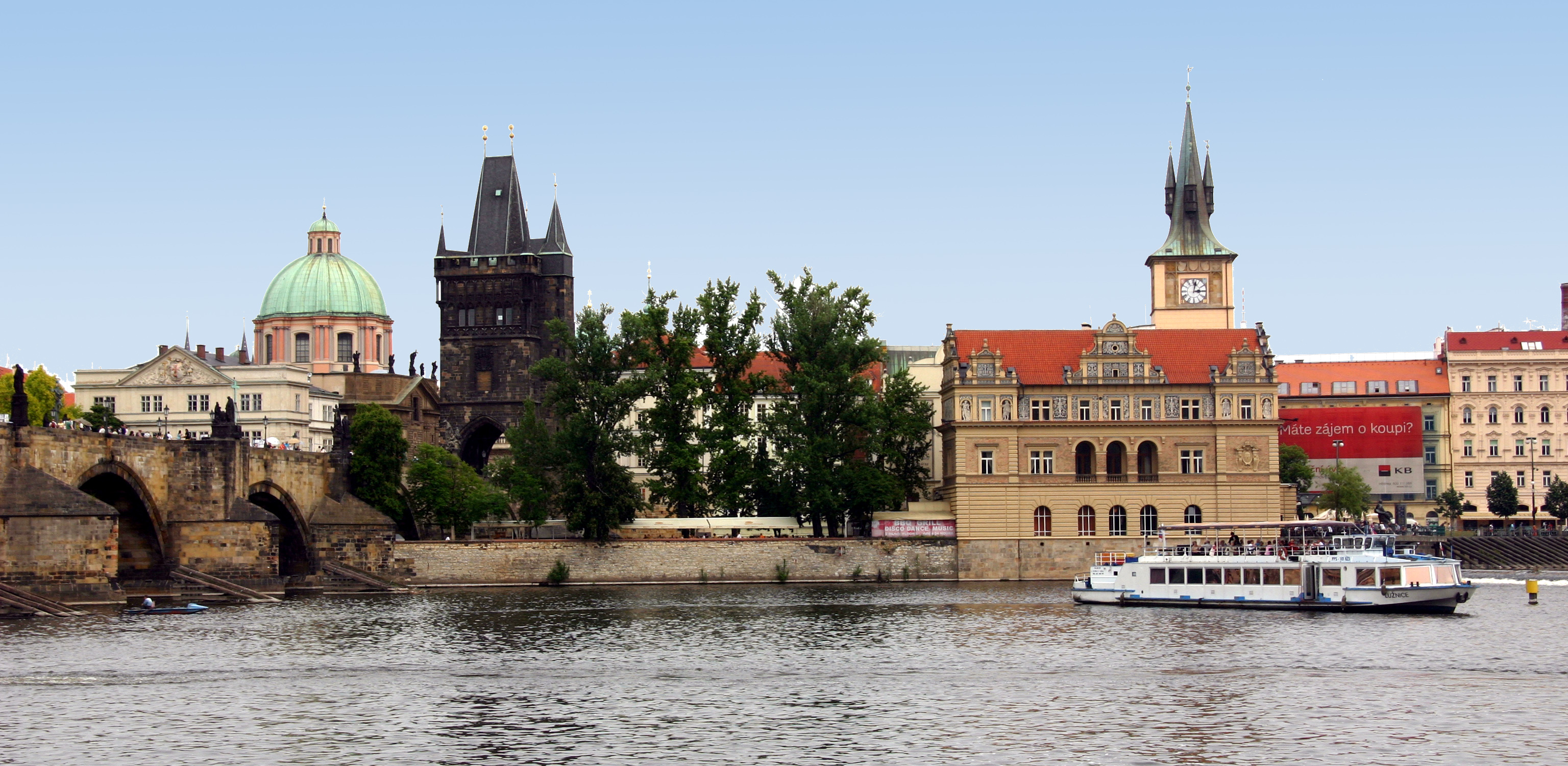
Vista del casco antiguo
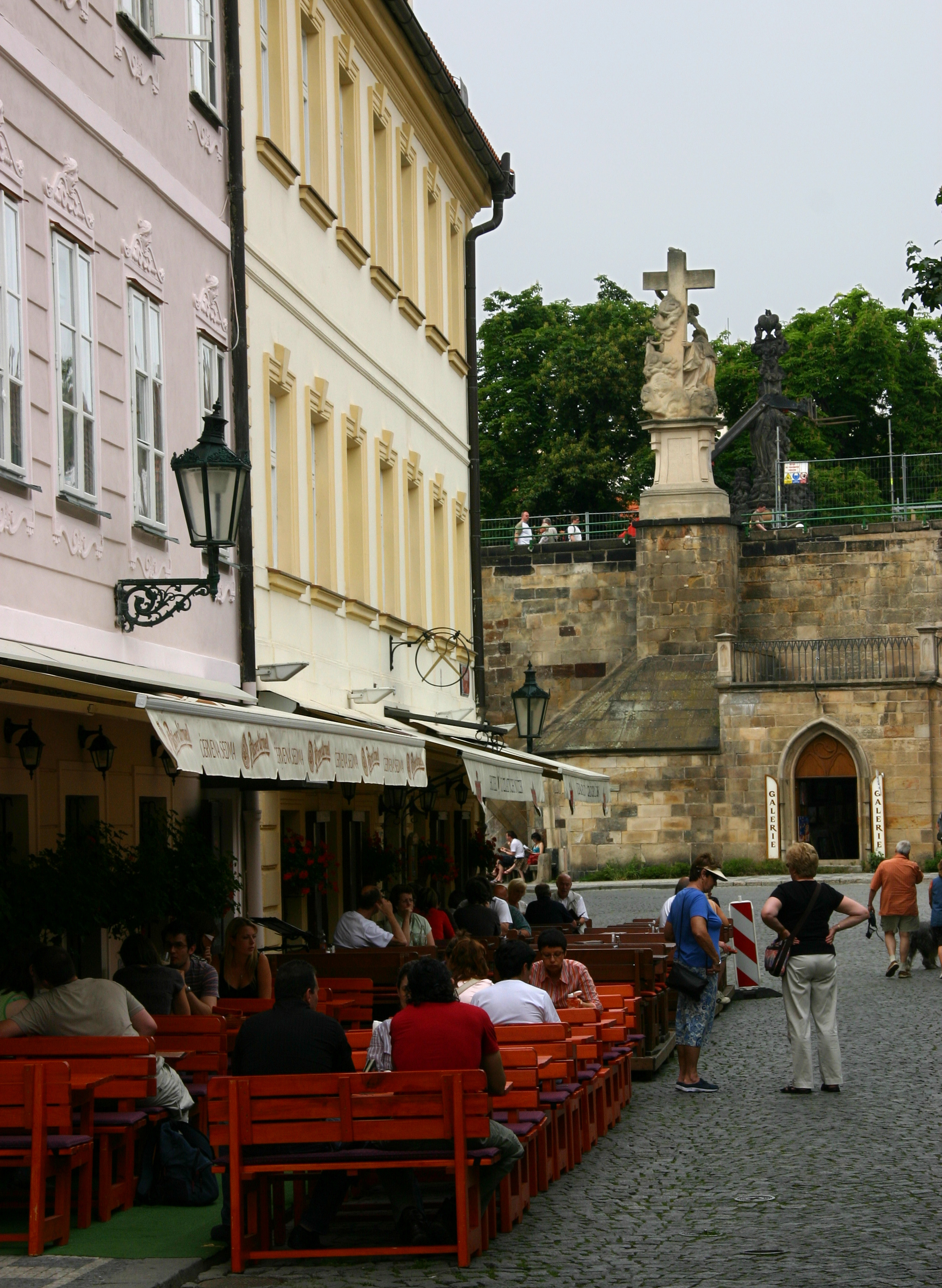
Vista del Karlsbrücke
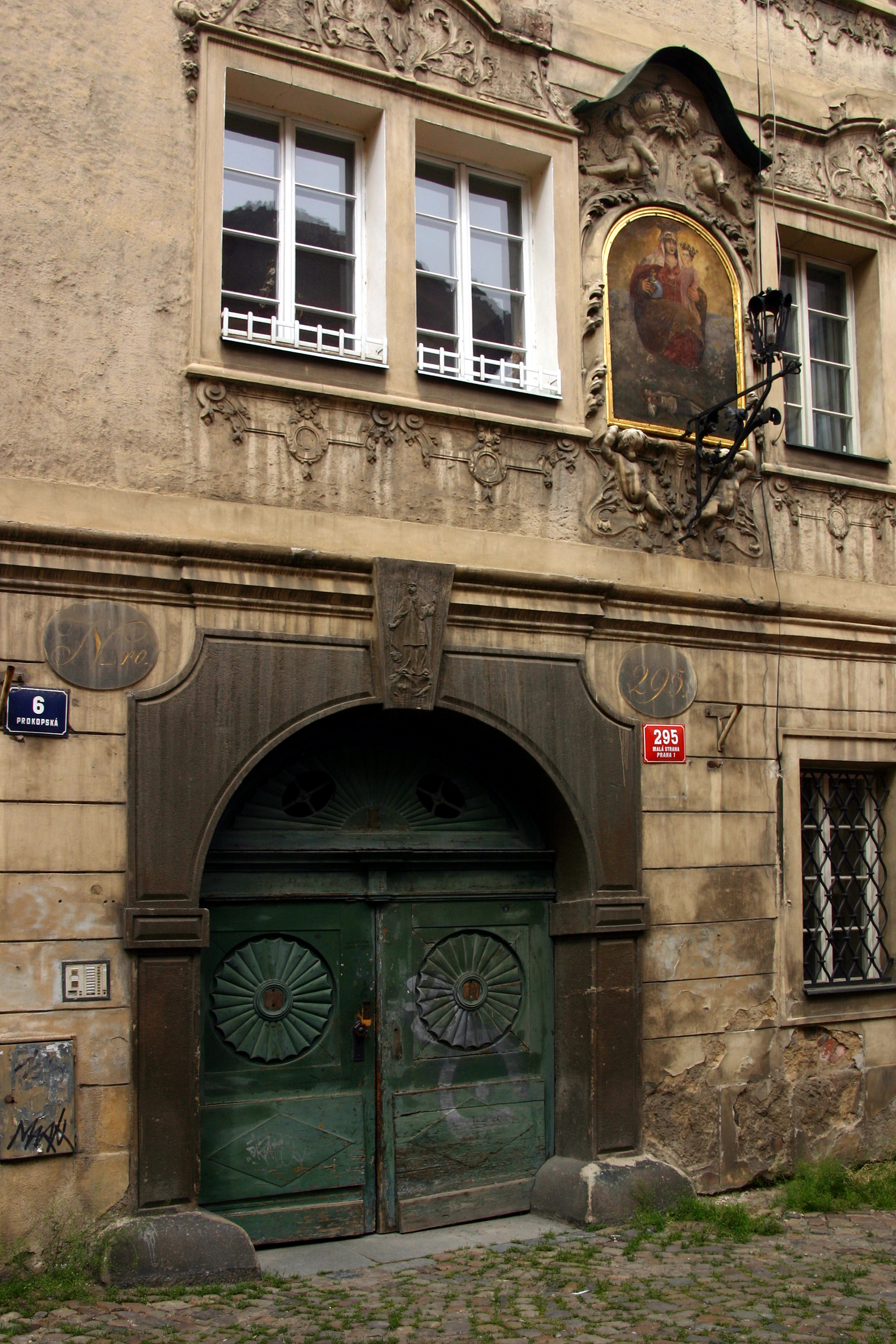
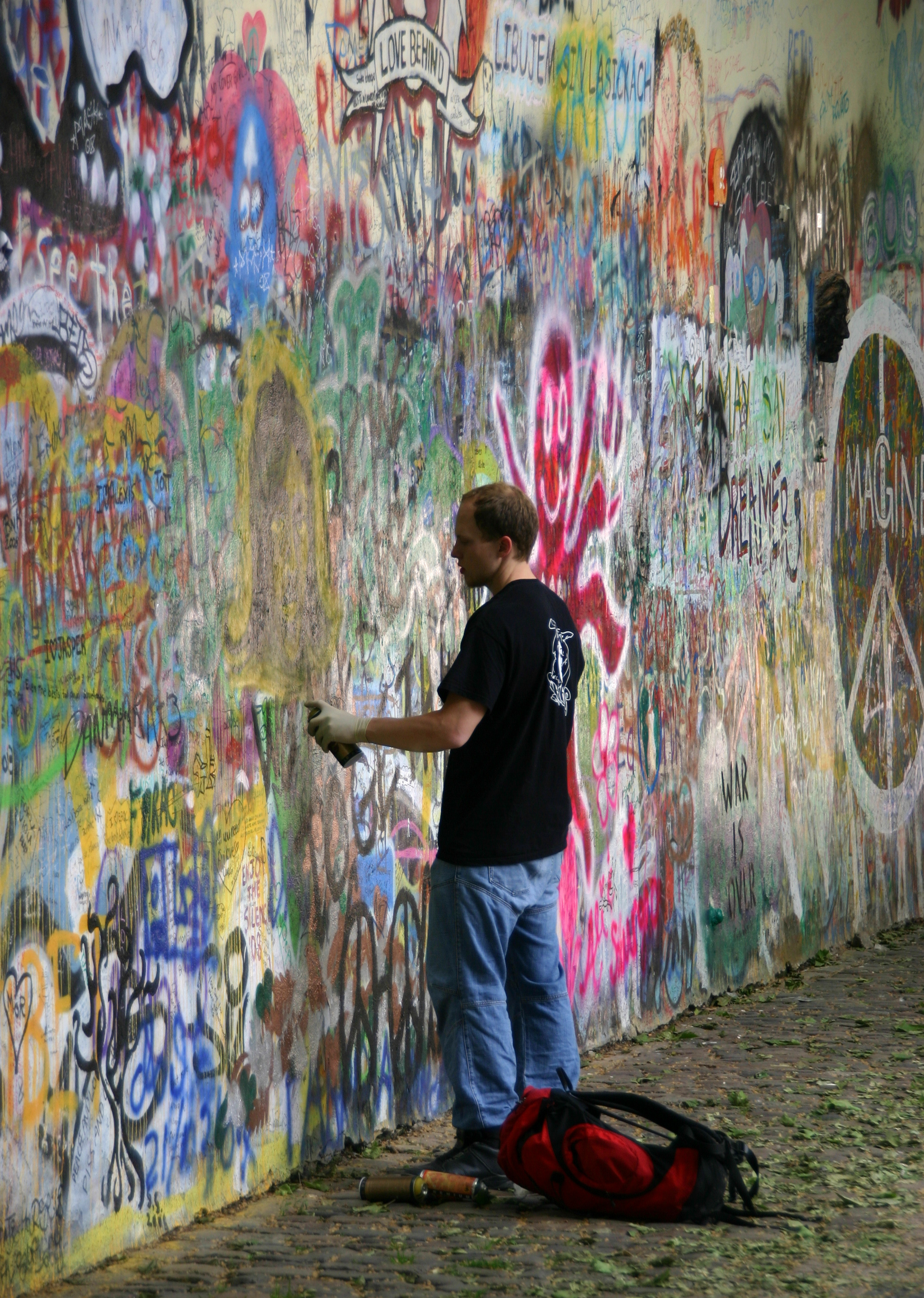
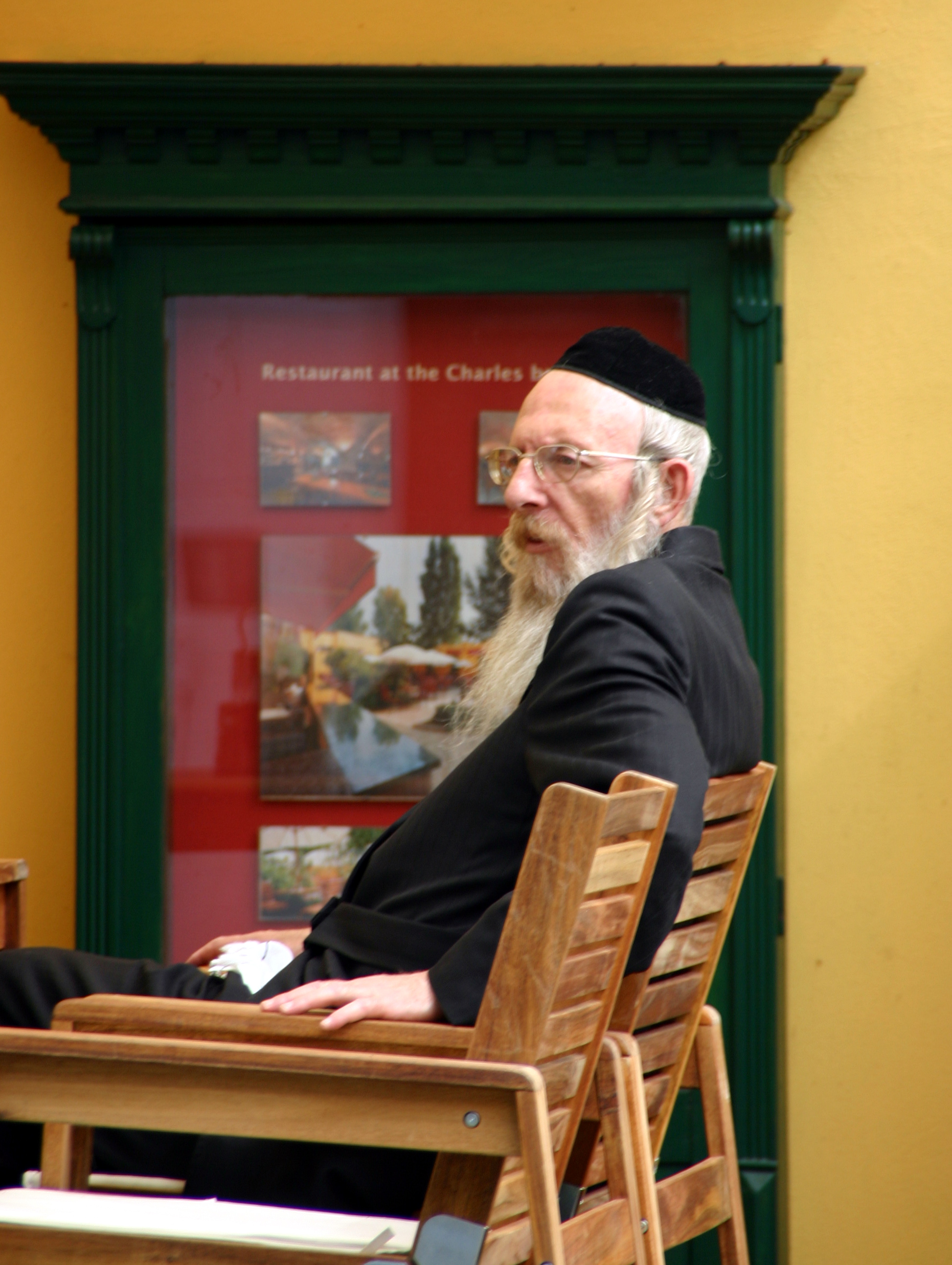
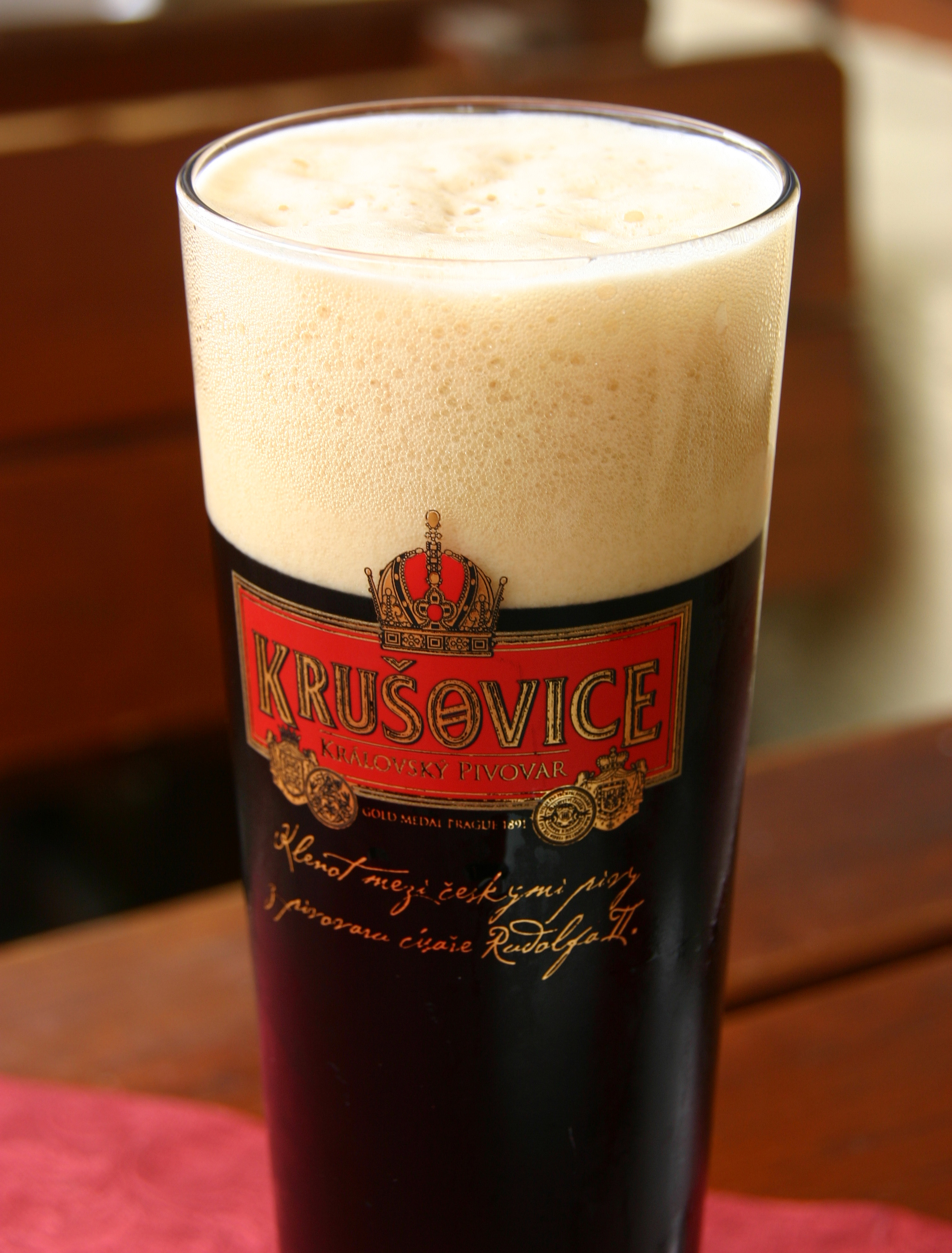